# Пелам (Њујорк)
Пелам (енгл. Pelham) град је у америчкој савезној држави Њујорк.

## Демографија
По попису из 2010. године број становника је 6.910, што је 510 (8,0%) становника више него 2000. године.
| Група             | 2000.         | 2010.         |
| Белци             | 5.040 (78,8%) | 4.829 (69,9%) |
| Афроамериканци    | 426 (6,7%)    | 657 (9,5%)    |
| Азијати           | 317 (5,0%)    | 418 (6,0%)    |
| Хиспаноамериканци | 461 (7,2%)    | 847 (12,3%)   |
| Укупно            | 6.400         | 6.910         |